# Elektromos SE
A Budapesti Elektromos Sportegyesület, röviden ESE  beceneve Tromos  évtizedeken keresztül professzionális kézilabda és labdarúgó csapattal rendelkező sportegyesület.

## Híres játékosok és Labdarúgó csapat névváltozásai
- 1921–1936 Budapest Székesfőváros Elektromos Műveinek Testedző Egyesülete
- 1936–1944 Elektromos FC
- 1944–1945 Elektromos MTE
- 1945–1951 Elektromos Munkás Sportegyesület
- 1951–1957 Vasas Elektromos SK
- 1957–1999 Elektromos SE

* a félkövérrel írt játékosok rendelkeznek felnőtt válogatottsággal.
- Béky Bertalan
- Boldizsár Géza
- Börzsei János
- Füzi Gábor
- G. Tóth Péter
- Hidegkuti Nándor
- Kállai Lipót
- Ónody Andor
- Pákozdi László
- Pázmándy Sándor
- Stibinger János
- Szendrődi Lajos

## Labdarúgó Sikerek
NB I
- 5. helyezett: 1937-38

NB I
- Bajnok: 1945, 1946-47

NB III
- Bajnok: 1957-58, 1959-60

BLSZ I
- Bajnok: 1993-94

BLSZ II
- Bajnok: 1985-86